# Antonio Benetazzo
Antonio Benetazzo (Verona, 1 de novembro de 1941 — São Paulo, 30 de outubro de 1972) foi um líder estudantil e artista plástico ítalo-brasileiro, que participou da luta armada contra ditadura militar brasileira. 
Sua família emigrou em 1950 para São Paulo, onde durante sua época de estudante universitário foi militante do Partido Comunista Brasileiro e membro do Movimento de Libertação Popular (MOLIPO). 
Perseguido pela aparato repressivo da ditadura militar, saiu do país em 1969, retornando em 1972, tendo sido preso e morto no dia 30 de outubro do mesmo ano e sepultado no Cemitério de Perus.
É um dos casos investigados pela Comissão da Verdade, que apura mortes e desaparecimentos na ditadura militar brasileira. 

## Biografia
Antonio Benetazzo nasceu em Verona, no dia 1 de novembro de 1941. Filho de Pietro Benetazzo e Giulietta Sguazzardo Benetazzo, o ex-militante se mudou para o Brasil em 1950, ainda criança, aos nove anos de idade. Na cidade de Caraguatatuba e São Sebastião, ambas no litoral norte paulista, fez seus estudos ginasianos.
Benetazzo cursou o colegial na cidade de Mogi das Cruzes e lá já fez parte do grêmio estudantil da escola, o que mostrou, portanto, grande interesse e engajamento por assuntos políticos.
Quando completou 21 anos (1962) ingressou no Partido Comunista Brasileiro (PCB). Nessa época, Benetazzo cursava Arquitetura e Filosofia na Universidade de São Paulo (USP) e era considerado muito inteligente por seus colegas de faculdade. Na instituição educacional, o adolescente comandou o Centro Acadêmico do curso de filosofia.
No partido, o jovem estudante começou a participar do setor estudantil, onde se destacou quando atuou nos movimentos políticos e culturais. Agiu, sobretudo, nos movimentos promovidos pelo Centro Popular de Cultura (CPC) da União Nacional dos Estudantes (UNE).
Aos 24 anos de idade, Benetazzo fez parte da Greve das Panelas, conhecida também como Greve do Fogão. Nesse movimento, os aderidos protestaram contra o preço das refeições servidas aos estudantes no Conjunto Residencial da Universidade de São Paulo (CRUSP). Os alunos também lutavam por qualidade nos alimentos.
Mais tarde, em 1967, Antonio decidiu desvincular-se do PCB e passou a ser militante na Dissidência Estudantil do PCB/SP, a DISP. No ano seguinte, Benetazzo participou da preparação do trigésimo Congresso da UNE, na cidade de Ibiúna, no interior de São Paulo.
Nesse caminho, a ditadura “endureceu” e Benetazzo ingressou na Ação Libertadora Nacional (ALN), no ano de 1969, de Carlos Marighella. No mesmo ano, o militante deixou a universidade e todas as instituições de ensino que dava aulas. Com isso, passou a viver na clandestinidade. Assim, Antonio viajou para Cuba, onde realizou treinamento para guerrilha com um grupo de jovens amigos.
Na luta contra a repressão ditatorial, ele fundou o Molipo (Movimento de Libertação Popular) em 1971 com seus companheiros, logo quando retornou ao Brasil. E foi por esse motivo que foi assassinado pelo regime militar. O movimento uniu aproximadamente 30 jovens militantes. Benetazzo sua esposa Cida Horta, que estava grávida dele, mas perdeu logo em seguida. A viúva também vivia na clandestinidade e guardou todas as obras de artes feitas por Benê.
Antonio também foi professor de história e educação artística. Além disso, lecionou em cursos de preparação para vestibulares universitários. Durante essas aulas do cursinho, o militante tentava passar sua visão crítica da história e da realidade brasileira.

## Benetazzo e as artes
Não é a toa que Antonio Benetazzo foi professor de artes e história. Além de política, o militante também passou a se dedicar às artes. A pintura e a fotografia eram suas paixões. Na área cultura, Benetazzo também participava e promovia diversas atividades.
O jovem também era conhecido como Benê, um dos criadores de O Amanhã, uma publicação alternativa que nasceu durante a ditadura militar brasileira. O jornal também foi um dos precursores da imprensa nanica.
A sétima arte também foi um de seus fortes. Benê participou do filme Menina Moça, de Franscisco Ramalho Júnior, como ator. Além disso, ele foi cenógrafo em Anuska, Manequim e Mulher, de 1968. Francisco Cuoco, Jairo Arco e Flecha, Ruthinéia de Moraes e Marília Branco fizeram parte do elenco.
Antonio também foi responsável por fazer a capa do primeiro livro de Mário Prata, o Morto que Morreu de Rir. A obra foi publicada no ano de 1969. A revista Teoria e Debate, do Partido dos Trabalhadores (PT) teve uma capa com uma das pinturas de Benê.
Quando passou a viver clandestinamente, Benetazzo formou ao Molipo e se tornou redator do jornal Imprensa Popular, que fazia parte da organização.

## Morte de Benetazzo
No dia 28 de outubro de 1972, Antonio Benetazzo foi preso. Isso porque ele entrou na casa de um amigo, o militante político Rubens Carlos Costa, que morava na Vila Carrão, na zona leste da cidade de São Paulo.
Segundo as autoridades brasileiras, aquela residência era uma espécie de sede do Molipo. Depois de preso, Benê foi levado ao Destacamento de Operações de Informações do Centro de Operações de Defesa Interna DOI-CODI/SP, onde foi torturado por dois dias seguidos (28 e 29 de outubro). A morte, no dia 30, foi consequência das agressões sofridas por ele.
Apesar disso, o Exército brasileiro deu outra versão. No dia 2 de novembro de 1972, o motivo da morte de Antonio foi publicado no Diário da Noite. Nela, as autoridades públicas alegaram que Benê foi se encontrar companheiros guerrilheiros do Molipo no bairro do Brás, em São Paulo. Por esse motivo, os agentes decidiram prendê-lo e levarem à rua João Boemer, onde teriam outros guerrilheiros, mas ele teria fugido e sido atropelado por um caminhão.
Benê, então, foi enterrado como indigente no Cemitério de Perus, no dia 31 de outubro. O corpo de Antonio não tinha vestígios do que escreveu-se na autópsia, como marcas de pneus de caminhão. A Comissão Especial sobre Mortos e Desaprecidos apresentou ser favorável ao deferimento do caso. Os membros da comissão, Nilmário Miranda e Suzana Lisbôa, constaram em ata que Antonio Benetazzo foi preso e morto sob tortura, tornando falsa a versão apresentada pelo Exército na época.